# Formica podzolica
Formica podzolica é uma espécie de formiga do gênero Formica, pertencente à subfamília Formicinae.